# Hermann Jónasson

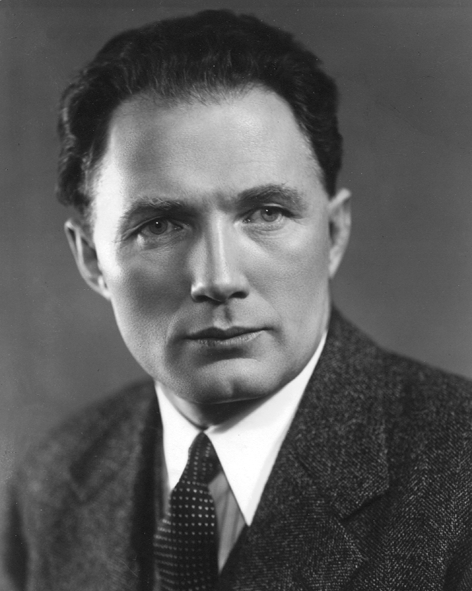
Herman Jonassón (1937)

Hermann Jónasson (* 25. Dezember 1896; † 22. Januar 1976) war ein isländischer Politiker der Fortschrittspartei (Framsóknarflokkurinn) sowie zweimaliger Premierminister von Island.

## Biografie

### Berufliche Laufbahn und Premierminister von 1934 bis 1942
Hermann Jónasson erwarb seine Hochschulzugangsberechtigung (Stúdentspróf) 1920 am Menntaskólinn í Reykjavík, dem ältesten Gymnasium Islands. Anschließend absolvierte er ein Studium der Rechtswissenschaften, das er 1924 abschloss. Anschließend war er als Rechtsanwalt tätig und war als solcher zuletzt auch am Obersten Gericht (Hæstiréttur) zugelassen. Zwischenzeitlich war er auch 1924 bis 1928 stellvertretender Vogt von Reykjavík sowie von 1929 bis 1934 Polizeipräsident (Lögreglustjóri) der Hauptstadt. Als solcher begründete er das moderne Polizeisystem der Hauptstadt.
Seine politische Laufbahn begann 1934 als Kandidat der Fortschrittspartei (Framsóknarflokkurinn) mit der Wahl zum Abgeordneten des Althing, dem er bis 1967 angehörte. Als Abgeordneter war er zwischen dem 7. August und dem 18. November 1950 sowie vom 26. Mai 1952 bis zum 24. April 1967 Vertreter Islands in der Parlamentarischen Versammlung des Europarates.
Am 28. Juli 1934 wurde er der Nachfolger von Ásgeir Ásgeirsson als Premierminister von Island und übernahm in seinem bis zum 16. Mai 1942 amtierenden Kabinett auch das Amt des Justizministers (Dómsmálaráðherra) sowie vom 18. November 1941 bis zum 16. Mai 1942 auch das des Landwirtschaftsministers (Landbúnaðarráðherra). In den Jahren vor Beginn des Zweiten Weltkrieges sah er sich dem permanenten Druck des Deutschen Reichs und des Vereinigten Königreiches wegen der diplomatischen Haltung Islands ausgesetzt.

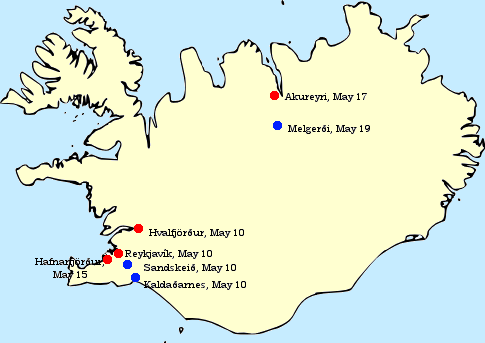
Karte der britischen Invasion Islands 1940

Nach dem Beginn des Zweiten Weltkriegs führte die Besetzung Dänemarks Anfang April 1940 durch die deutsche Wehrmacht zu einer Belastung der Beziehungen zwischen Island und dem Deutschen Reich mit der Folge, dass Island fortan die auswärtigen Interessen, die bisher von Dänemark vertreten wurden, selbst geltend machen musste. Wenige Wochen nach der Besetzung Dänemarks kam es am 10. Mai 1940 zur Besetzung Islands durch die Streitkräfte des Vereinigten Königreichs.
Am 16. Mai 1942 wurde Ólafur Thors von der Unabhängigkeitspartei Hermanns Nachfolger im Amt des Premierministers.
In den nächsten Jahren war Hermann einer der führenden Politiker der Fortschrittspartei, die diese allerdings überwiegend in der Opposition verbrachte. 1944 wurde er auch zum Vorsitzenden der Fortschrittspartei gewählt. Am 14. Mai 1950 übernahm er als Landwirtschaftsminister wieder ein Regierungsamt in der Koalitionsregierung seines Parteifreundes Steingrímur Steinþórsson und übte dieses Amt bis zur Regierungsübernahme durch Ólafur Thors am 11. September 1953 aus.

### Premierminister von 1956 bis 1958
Am 24. Juli 1956 löste Hermann Ólafur Thors als Premierminister Islands ab und bildete eine bis zum 23. Dezember 1958 amtierende Koalitionsregierung aus Fortschrittspartei, Volksallianz (Alþýðubandalag) und Sozialdemokratische Partei (Alþýðuflokkurinn), die im Althing über eine Mehrheit von 32 der 52 Mandate verfügte. Die Koalition zwischen Fortschrittspartei und Sozialdemokratischer Partei bestand bereits vor der Parlamentswahl im Rahmen eines als Angst-Allianz (Hræðslubandalagið) bezeichneten Wahlbündnisses. In seinem Kabinett übernahm er auch die Ämter des Justiz- und Landwirtschaftsministers. Bei diesem Kabinett handelte es sich um die erste Links-Regierung Islands, die allerdings von Anfang an auf Schwierigkeiten stieß. Als Premierminister bezeichnete er den Verbleib seines Landes in der NATO als nötig, forderte jedoch den baldigen Abzug der auf Island stationierten US-Streitkräfte, was zu Misstrauen auf Seiten der Vereinigten Staaten und der anderen Mitgliedstaaten der NATO führte. Gleichwohl bemühte er sich um einen Ausgleich mit der NATO. Aus diesen Gründen scheiterte seine Regierung nach knapp zweieinhalbjähriger Amtszeit, so dass am 23. Dezember 1958 mit dem Minderheitskabinett von Emil Jónsson und der darauf folgenden fünften Regierung Ólafur Thors' die langjährige, als „Regierung des Wiederaufbaus“ bezeichnete Koalition aus Unabhängigkeitspartei und Sozialdemokratischer Partei begann. 1962 trat Hermann schließlich als Vorsitzender der Fortschrittspartei zurück und übergab dieses Amt an Eysteinn Jónsson.
Sein Sohn Steingrímur Hermannsson, der 1967 sein Nachfolger als Abgeordneter des Althing wurde, war später ebenfalls Premierminister von Island.

### Privates
Mehr als 30 Jahre nach seinem Tod wurde 2007 nach mehrjährigen Gerichtsverfahren aufgrund einer positiven DNA-Analyse festgestellt, dass der Rechtsanwalt Lúðvík Gizurarson ein (unehelicher) Sohn von Hermann Jónasson ist.